# Nederlandse kampioenschappen schaatsen supersprint
Het Nederlands kampioenschap supersprint (NK Supersprint) is een jaarlijks door de KNSB (sectie kortebaan/supersprint) gehouden schaatskampioenschap. Het is een wedstrijd waar de lange- en kortebaanschaatsers elkaar tegenkomen.
De eerste editie van het toernooi werd gehouden in 1991, een jaar later deden voor het eerst ook de vrouwen mee.
Het kampioenschap supersprint bestaat uit tweemaal een 100 en tweemaal een 300 gereden op één dag. De tijden worden vervolgens rechtstreeks bij elkaar opgeteld om tot een eindklassement te komen. De tijden worden niet eerst naar een bepaalde tijd omgerekend zoals bij de meeste allroundtoernooien gebruikelijk is. In 2013 en 2014 werd het format iets aangepast. De junioren C en B rijden nu een supersprintvierkamp waarbij de tijden wel naar 100 meter werden teruggerekend en de junioren A en de senioren rijden nu een driekamp pure sprint met een 100, een 300 en een 500 meter.

## Winnaars

### Senioren
| Datum                                                                            | Plaats                          | Winnaar mannen                  | Winnaar vrouwen                 | Uitslagen                                               |
| -------------------------------------------------------------------------------- | ------------------------------- | ------------------------------- | ------------------------------- | ------------------------------------------------------- |
| Klassiek format "Supersprint" (100m/300m/100m/300m)                              |                                 |                                 |                                 |                                                         |
| 1991                                                                             | Den Haag                        | Tjerk Terpstra                  |                                 |                                                         |
| 1992                                                                             | Deventer                        | Arie Loef                       | Herma Meijer                    |                                                         |
| 1993                                                                             | Groningen                       | Gerard van Velde                | Herma Meijer                    |                                                         |
| 1994                                                                             | Utrecht                         | Arjan Overdevest                | Sandra Voetelink                |                                                         |
| 1995                                                                             | Alkmaar                         | Andries Kramer                  | Anita Loorbach                  |                                                         |
| 1996                                                                             | Deventer                        | Andries Kramer                  | Yvonne Leever                   |                                                         |
| 1997                                                                             | Deventer                        | Andries Kramer                  | Leontien van Meggelen           |                                                         |
| 1998                                                                             | Utrecht                         | Jakko Jan Leeuwangh             | Frouke Oonk                     |                                                         |
| 1999                                                                             | Utrecht                         | André Zonderland                | Marloes Gelderblom              |                                                         |
| 2000                                                                             | Utrecht                         | André Zonderland                | Marloes Gelderblom              |                                                         |
| 2001                                                                             | Groningen                       | Jakko Jan Leeuwangh             | Dianne Kootstra                 |                                                         |
| 2002                                                                             | Deventer                        | Dennis Kalker                   | Arina Schingenga                |                                                         |
| 15 februari 2003                                                                 | Assen                           | Gerard van Velde                | Andrea Nuyt                     |                                                         |
| 7 februari 2004                                                                  | Assen                           | Michael Poot                    | Willeke van Benthem             |                                                         |
| 12 februari 2005                                                                 | Assen                           | Michael Poot                    | Marloes Gelderblom              | [ 1 ]                                                   |
| 4 februari 2006                                                                  | Alkmaar                         | Michael Poot                    | Laurine van Riessen             | [ 2 ]                                                   |
| 27 januari 2007                                                                  | Groningen                       | Ronald van Slooten              | Emilie Gale                     | [ 3 ]                                                   |
| 17 februari 2008                                                                 | Breda                           | Ronald van Slooten              | Emilie Gale                     | [ 4 ]                                                   |
| 14 februari 2009                                                                 | Enschede                        | Jan Smeekens                    | Thijsje Oenema                  | Nederlandse kampioenschappen schaatsen supersprint 2009 |
| 23 januari 2010                                                                  | Hoorn                           | Michael Poot                    | Leslie Koen                     | Nederlandse kampioenschappen schaatsen supersprint 2010 |
| 19 februari 2011                                                                 | Enschede                        | Jacques de Koning               | Thijsje Oenema                  | Nederlandse kampioenschappen schaatsen supersprint 2011 |
| 18 februari 2012                                                                 | Tilburg                         | Bas Bervoets                    | Floor van den Brandt            | Nederlandse kampioenschappen schaatsen supersprint 2012 |
| Format voor senioren en junioren A gewijzigd naar "Pure Sprint" (100m/300m/500m) |                                 |                                 |                                 |                                                         |
| 2 februari 2013                                                                  | Den Haag                        | Jesper Hospes                   | Mayon Kuipers                   | Nederlandse kampioenschappen schaatsen pure sprint 2013 |
| 2 februari 2014                                                                  | Hoorn                           | Jesper Hospes                   | Floor van den Brandt            | Nederlandse kampioenschappen schaatsen pure sprint 2014 |
| 1 februari 2015                                                                  | Tilburg                         | Dai Dai N'tab                   | Thijsje Oenema                  | Nederlandse kampioenschappen schaatsen pure sprint 2015 |
| 30 januari 2016                                                                  | Den Haag                        | Michel Mulder                   | Annette Gerritsen               | Nederlandse kampioenschappen schaatsen pure sprint 2016 |
| 25 februari 2017                                                                 | Breda                           | Dai Dai N'tab                   | Floor van den Brandt            | Nederlandse kampioenschappen schaatsen pure sprint 2017 |
| 24 februari 2018                                                                 | Groningen                       | Michel Mulder                   | Dione Voskamp                   | Nederlandse kampioenschappen schaatsen pure sprint 2018 |
| 23 februari 2019                                                                 | Deventer                        | Aron Romeijn                    | Janine Smit                     | Nederlandse kampioenschappen schaatsen pure sprint 2019 |
| 22 februari 2020                                                                 | Amsterdam                       | Aron Romeijn                    | Dione Voskamp                   | Nederlandse kampioenschappen schaatsen pure sprint 2020 |
| 2020/2021                                                                        | Afgelast vanwege coronapandemie | Afgelast vanwege coronapandemie | Afgelast vanwege coronapandemie | Afgelast vanwege coronapandemie                         |
| 26 februari 2022                                                                 | Alkmaar                         | Janno Botman                    | Esmé Stollenga                  | Nederlandse kampioenschappen schaatsen pure sprint 2022 |
| 11 februari 2023                                                                 | Tilburg                         | Mika van Essen                  | Esmé Stollenga                  | Nederlandse kampioenschappen schaatsen pure sprint 2023 |
| 27 januari 2024                                                                  | Tilburg                         | Jim Dhore                       | Maud Lugters                    | Nederlandse kampioenschappen schaatsen pure sprint 2024 |